# 十代の出産

15歳から19歳の女性1000人あたりの出産数（2000 - 2009年、国連統計部）

十代の出産（10代の出産、じゅうだいのしゅっさん）は、10歳以上20歳未満の女性が妊娠し出産することをあらわす。
英語では10代という括りで区分せずに、10歳と11歳を除外したティーンエイジャーの出産（英語: Teenage childbirth）あるいは思春期の出産（英語: Adolescent childbirth）などと呼ばれることが多い。その中でも研究的に15歳以上の女子ならば、年齢といった生物学的なモノは危険因子ではない。「十代の出産」は予後不良になりやすい傾向は「ティーンエイジャーの出産」に対する偏見といった社会的原因・金欠といった経済的原因のどちらかまたは双方であると示されている。若く健康なほど一度の性交でも妊娠しやすいものの、「10代で出産すること」が困難な理由は、自立して子育てする経済力がないからである。

## 医学的側面

### 15歳未満の妊娠
15歳未満(14歳以下)の母親にとって、年齢自体が危険因子である。同じ「10代」といっても15歳以上とは異なり、14歳以下の女子の骨盤は未発達で出産時に困難をもたらす可能性があるため、医学的合併症のリスクは大きい。出産時の分娩停止は、通常先進国では帝王切開によって対処される。しかし、医療サービスが利用できない可能性がある発展途上地域では、子癇、フィスチュラ（Obstetric fistula）、乳児死亡率、または妊産婦死亡率につながる可能性がある。
妊娠中の10代の若者は出生前のケアを受ける可能性が低く、仮にあったとしても妊娠3期（妊娠28週から40週までの妊娠末期）に求めることが多いと主張される。Guttmacher Instituteは、妊娠している10代の3分の1が出生前のケアが不十分であること、年配の女性から生まれた子供よりも、子供のころに健康問題を抱えているか入院している可能性が高いとの報告がある。
10代の女性の産科研究、新生児リスクに関する研究は結果が不揃いであり、特にティーンエイジャーの妊娠リスクは高くないと結論している研究も多い。
Shubhashrita Basu(2021)により行われた、18歳未満で妊娠した女性の中に流産により出産に至らず、18歳以降に第一子を出産した女性が居る事を利用して未特定の家庭環境因子をコントロールした研究を行った。すると、18歳未満の母親の低出生体重児や早産等の新生児リスクの高さは、交絡因子を調整した場合、有意な差がなくなる事、18歳未満の母親の子供は健康障害や治療を必要とする状態・医療を必要とする事故や病気に掛かった事を報告する可能性が低い事、晩年の自己申告による健康状態がより良好である事を発見している。従って、従来10代の出産のリスクとされていたものは家庭環境や遺伝的要因等における未特定の交絡因子の調整不足であった可能性がある。

### 15歳以上の妊娠
15歳以上の母親にとって、年齢自体は危険因子ではなく、予後不良は生物学的側面よりもむしろ「10代の妊娠」への偏見といった社会的要因・金欠といった経済的要因と関連している。 未熟児と低出生体重児の世界的な発生率は、思春期の母親の間で高い。インドの西ベンガルの農村病院の場合は、15〜19歳の10代の母親の方が、20〜24歳の母親よりも、貧血、早産、低出生体重児を産む場合が多かった。

10代の若者が妊娠した場合、妊娠に気づくのが遅くなることが多く、母体および出生前の健康が特に懸念される。。例として、米国では、ラテン系アメリカ人や10代の妊娠の場合、ラテンアメリカの人口がアメリカ合衆国で最も保険をかけられていないグループであることから、妊娠関連医療を受けることを金銭的に妨げる障壁がある。、
質の高い出産ケアを受けている若い母親は、受けていない母親よりもかなり健康な子を産んでいる。 10代の母親に関連する健康問題の多くは、適切な医療へのアクセスの欠如から生じるように思われる。
多くの10代の妊婦は、体重を減らす試みのダイエット、断食（三食食べない）、フードファディズム、スナック菓子、およびファストフードの摂取によって、思春期によく見られる貧しい食習慣による栄養欠乏の危険にさらされている。
妊娠中の不適切な栄養摂取は、発展途上国の10代の若者の間でさらに顕著な問題である。妊娠の合併症は、発展途上国で毎年推定7万人の10代の少女の死をもたらす。 若い母親とその子も、HIVに感染する危険性が高くなる。世界保健機関は、妊娠後の死亡リスクは15〜19歳の少女の方が20〜24歳の女性よりも2倍高いと推定している。 妊産婦死亡率は、10歳から14歳の女児では20歳から24歳の女性よりも最大で5倍高くなる可能性がある。 サブサハラアフリカなどの地域では、違法な中絶も10代の少女にとって多くのリスクとなっている。

## 性教育・相手年齢との関連
日本の性交同意年齢は明治時代から110年以上、13歳であったが、2023年6月16日に同意のない性行為を犯罪と明確にするなど、性犯罪の規定を見直す刑法などの改正案が、参議院本会議で可決、成立した結果16歳に引き上げられた。改正案の可決、成立以前は、「婚姻を前提とした真摯な交際」で相互同意では大前提に、無論年少者側の保護者の合意もあれば13歳以上の者が年下や18歳未満と性的行為をしたとしても完全に合法であった。改正法以降は年少側16歳以上、または年の差5歳未満なら相互合意してれば合法となった。妊娠自体に法的な年齢制限はないため、男女による自然妊娠を前提とした性的同意年齢以上であれば、妊娠と18歳に引き上げられた婚姻可能年齢に直接の関係はない。たたわさは、民法に定められる女性の婚姻成立可能年齢は、1948年（昭和23年）1月1日から70年以上にわたって満16歳以上であった。仮に女性が16～17歳でも法に基づく婚姻が成立している状態であれば、児童福祉法や淫行条例に影響されることはなく性行為および出産のいずれも合法であったが、2018年（平成30年）6月13日の法改正によって施行日の2022年（令和4年）4月1日より婚姻可能年齢は男女とも18歳以上に変更された。
いくらかの社会においては、早婚および伝統的な性役割は10代の妊娠の発生率における重要な要素である。10代の結婚が普通でない社会において若い頃の最初の性交においては、避妊具・避妊薬が使われないことがままある。先進国における大部分の10代の妊娠は、そのような理由から予期しない妊娠であることも多い。
経験が乏しい青少年はコンドームの使い方に慣れていない傾向があり、10代の妊娠にたいしてはティーンエージャーの間での性的関係を受け入れ、そして性に関する包括的でバランスのとれた情報を提供することが重要である。
なお1997年の日本産婦人科学会の報告では、平均初潮年齢は12.3歳とされている。
2010年時点で統計上の日本における「15～19歳の出産率」は大韓民国とともに世界最低レベルである。
平成時代までのテレビドラマでは十代の妊娠や出産を取り上げた作品やエピソードが普通に見られた。

## 10歳以下での出産・思春期早発症
世界で最も若く出産した例としては、1939年5月14日に5歳7カ月21日という世界最年少の母親になった例がある。帝王切開だが未熟児ではなく、健康的男子を生んだリナ・メディナが知られている。 母親はリナが3歳で初潮を迎えたことを明かし、幼い頃に初潮や乳房発達が開始する思春期早発症だと指摘された。なお、通常10歳以下の女性の大半は月経開始(初潮)を迎えておらず、妊孕力を持たない。